# Macrobiotus diversus
Macrobiotus diversus är en djurart som tillhör fylumet trögkrypare, och som beskrevs av Vladimir I. Biserov 1990. Macrobiotus diversus ingår i släktet Macrobiotus och familjen Macrobiotidae. Inga underarter finns listade i Catalogue of Life.